# Cozzano
Cozzano település Franciaországban, Corse-du-Sud megyében. Lakosainak száma 281 fő (2022. január 1.). Cozzano Ciamannacce, Palneca, Zicavo, San-Gavino-di-Fiumorbo és Chisa községekkel határos.

## Népesség
A település népességének változása:
| Lakosok száma | 476  | 319  | 283  | 261  | 277  | 270  | 273  | 276  | 278  | 281  |
|               | 1968 | 1982 | 1990 | 2006 | 2011 | 2016 | 2017 | 2019 | 2020 | 2022 |